# 円山派
円山派（まるやまは）は、江戸時代中期の絵師・円山応挙を祖とする画派。
主に近畿地方で展開した近世絵画の代表的な流派のひとつで、後に円山・四条派から近代日本画の京都画壇へ至った。

## 関連人物

### 応門十哲
- 駒井源琦
- 長沢蘆雪
- 山跡鶴嶺
- 森徹山
- 吉村孝敬
- 山口素絢
- 奥文鳴
- 月僊
- 西村楠亭
- 渡辺南岳

### その他
- 円山応瑞 - 2代目
- 中島来章
- 川端玉章
- 幸野楳嶺
- 山口素岳
- 結城素明
- 平福百穂
- 山田敬中
- 松村呉春 - 四条派の祖